# 赤田駅
赤田駅（あかだえき）は、富山県富山市赤田にあった富山地方鉄道笹津線の駅（廃駅）である。笹津線の廃線に伴い1975年（昭和50年）4月1日に廃駅となった。

## 歴史
- 1914年（大正3年）12月6日：富山軽便鉄道堀川新駅（後の南富山駅） - 笹津駅間開通（富山軽便鉄道全通）に伴い蜷川駅（にながわえき）として開業[1]。
- 1915年（大正4年）10月24日：鉄道会社名を富山鉄道に改称。それに伴い同鉄道の駅となる[1][2]。
- 1920年（大正9年）12月22日：一旦廃止となる[1][3]。
- 1950年（昭和25年）9月1日：富山地方鉄道笹津線南富山駅 - 大久保町駅間再開通に伴い再開業[1][2][4][5]。旅客のみ取扱い[4]。
- 1965年（昭和40年）1月1日：赤田駅に改称[1][4][5]。
- 1975年（昭和50年）4月1日：笹津線の廃線に伴い廃止となる[1][2][4][5]。

## 駅構造
廃止時点で、単式ホーム1面1線を有する地上駅であった。ホームは線路の東側（地鉄笹津方面に向かって左手側）に存在した。転轍機を持たない棒線駅となっていた。
無人駅となっていた。駅舎は存在しなかった。
富山軽便鉄道（後の富山鉄道）時代の当駅も、停留場として開業していた。

## 駅周辺
田圃の中に位置した。
- 国道41号（越中東街道）
- 富山県道188号東猪谷富山線
- 北陸自動車道富山IC - 当駅廃止後の開業。
- 土川

## 駅跡
2007年（平成19年）9月時点では駅跡の特定は困難であり、名残を見つけることは出来なかった。
また、当駅跡附近の線路跡は、1998年（平成10年）時点では当線廃線後に南富山駅 - 日本繊維前駅の間を東西に走る形で開通した国道359号の取付け道路附近から田村町駅跡南側付近までは2車線の舗装道路となっていた。2008年（平成20年）時点でも同様で、当駅跡附近の道路は市道であった。

## 隣の駅
富山地方鉄道
笹津線
袋駅 - 赤田駅 - 上野駅